# Đuro Ban (svećenik i pisac)
Đuro Ban (r. u Perastu - Perast, 1776.), katolički svećenik i pisac. Stvarao na narodnom jeziku i talijanskom. Pjesme su humoristična sadržaja i u prosvjetiteljskom duhu. S talijanskoga preveo Metastasijevog “Temistokla”. Vjerojatno je autor komedije Ilija Kuljaš koja je jedna od hrvatskih preradbi Molièreove komedije Građanin plemić (La bourgeois gentilhomme), dok neki Kuljaša pripisuju Petru Kanaveliću.
Njegova se razlikuje od Molièreovih komada koji su imali pet činova, dok Banova ima tri čina, i po uzoru komedije dell'arte i ondašnje hrvatske komedije iz Dubrovnika nije mogla proći bez burlesknih prizora sa slugama.